# کوتلاب
کوتلاب (به لاتین: Kutlab) یک منطقهٔ مسکونی در روسیه است که در داغستان واقع شده‌است.